# Jump Comics
Jump Comics (ジャンプコミックス, Janpu Komikkusu) est une marque d'édition de manga japonaise appartenant à l'éditeur Shūeisha. Lancée en 1969, cette collection publie sous format tankōbon les séries issues des magazines de la ligne éditoriale Jump, principalement du Weekly Shōnen Jump, créé quant à lui en 1968. Elle constitue l'un des piliers de l'industrie du manga, distribuant des œuvres mondialement célèbres comme Dragon Ball, One Piece, Naruto et Demon Slayer. La marque inclut également des déclinaisons spécialisées (Jump Comics Deluxe, Jump SQ.) et des versions numériques (Jump Comics+), couvrant divers publics et supports. Ses publications sont traduites dans plus de 60 pays, notamment par Viz Media en anglais et Glénat en français.

## Histoire
En 1949, Shūeisha entre sur le marché des magazines de manga avec Omoshiro Book. En 1951 est créé une version féminine intitulée Shōjo Book qui conduit à la publication du magazine Ribon consacré au shōjo. Omoshiro Book cesse de paraître et Shūeisha décide de créer une autre version masculine de son Shōjo Book à succès pour équilibrer et lance le magazine Shōnen Book (en). Au milieu de la publication de ce dernier, le Shōnen Jump commence sa parution (à l'époque comm magazine semi-hebdomadaire sans le terme « Weekly »). Le Shōnen Book cesse sa parution lorsque le Shōnen Jump devient un magazine hebdomadaire, changeant son nom en Weekly Shōnen Jump.
En 1969, un numéro spécial appelé Bessatsu Shōnen Jump prend la place du Shōnen Book. En plus du succès du Weekly Shōnen Jump, Shūeisha crée une version seinen du magazine en 1979, appelée Young Jump (aujourd'hui Weekly Young Jump). Le Bessatsu Shōnen Jump est plus tard renommé Monthly Shōnen Jump et devient un magazine à part entière. Les numéros saisonniers du Weekly Shōnen Jump s'appellent désormais Akamaru Jump. En 1985, Shūeisha commence la publication de deux magazines de manga liés aux affaires ; un magazine Jump pour salarymans appelé Business Jump et un magazine de manga pour office ladys appelé Office You, également en 1988 commence la publication du Super Jump.
De nombreux autres magazines Jump liés au seinen commencent comme des numéros dérivés du magazine Weekly Young Jump. En 1993, Shūeisha créé le magazine de jeu vidéo/manga V Jump parallèlement à la ligne de light novels Jump j-Books. En 2003, Viz Media de Shōgakukan publie une version anglaise du Weekly Shōnen Jump appelée Shonen Jump (en). Le Monthly Shōnen Jump cesse de paraître en 2007 et est remplacé par le magazine Jump SQ. qui accueille quatre séries du magazine qui y sont déplacées. En plus de Jump SQ., un numéro dérivé est créé, appelé Jump SQ.II (Second). Le Saikyō Jump débute le 3 décembre 2010, avec des liens étroits avec le Weekly Shōnen Jump et le V Jump.

## Magazines Jump

### Shōnen
| Magazine            | Sous-magazines | Date                            | Périodicité                      |
| ------------------- | --- | ------------------------------- | -------------------------------- |
| Weekly Shōnen Jump  | Akamaru Jump, Ani Kichi Special, Aomaru Jump, Bessatsu Shōnen Jump, e-Jump, Fresh Jump, Go!Go! Jump, Jump Heroes, Jump Maruchi Wārudo, Jump the Revolution!, Monthly Shōnen Jump, Saikyō Jump, Shōnen Jump Gag Special, Jump Giga, Shōnen Jump Next!, Super Jump, V Jump, Weekly Shōnen Jump 35 Shūnen Kinen Jump Kuronikuru, Weekly Shōnen Jump Sōkan 30 Shūnen Kinen Gengashū, Yomu Jump | Octobre 1969 - aujourd'hui      | Hebdomadaire                     |
| V Jump              | Saikyō Jump | 1993 - aujourd'hui              | Mensuel                          |
| Jump Square         | Jump SQ.II (Second), Jump SQ.19, Jump SQ.Crown, Jump SQ.Lab, Jump SQ.Rise | Décembre 2007 - aujourd'hui     | Mensuel                          |
| Saikyō Jump         | aucun | 3 décembre 2010 - aujourd'hui   | Mensuel                          |
| Shōnen Jump+        | aucun | 22 septembre 2014 - aujourd'hui | Mensuel, bimensuel, hebdomadaire |
| Shōnen Jump GIGA    | aucun | 20 juillet 2016 - aujourd'hui   | Irrégulière                      |
| Jump TOON           | aucun | 29 mai 2024 - aujourd'hui       | Hebdomadaire                     |
| Shōnen Jump         | Bessatsu Shōnen Jump | 2 juillet 1968 - 1969           | Semi-hebdomadaire                |
| Monthly Shōnen Jump | Hobby's Jump, Go!Go! Jump | Février 1970 - juin 2007        | Mensuel                          |

### Seinen
| Titre du magazine    | Sous-magazines | Date                          | Périodicité       |
| -------------------- | --- | ----------------------------- | ----------------- |
| Weekly Young Jump    | Weekly Young Jump Tokubetsu Zōkan Mankaku Rookies, Weekly Young Jump Zōkan Mankaku, Young Jump Chō Zōkan: Ultra Jump, Miracle Jump, Tonari no Young Jump | Mai 1979 - aujourd'hui        | Hebdomadaire      |
| Ultra Jump           | Ultra Jump Zōkan | 1999 - aujourd'hui            | Mensuel           |
| Miracle Jump         | aucun | Mai 2008 - aujourd'hui        | Mensuel           |
| Grand Jump           | Grand Jump Mucha, Grand Jump Mecha | Novembre 2011 - aujourd'hui   | Bimensuel         |
| Tonari no Young Jump | aucun | 14 juin 2012 - aujourd'hui    | Mensuel           |
| Business Jump        | BJ Kon | Juillet 1985 - novembre 2011  | Mensuel           |
| Super Jump           | Oh Super Jump | Décembre 1986 - novembre 2011 | Bimensuel         |
| Manga Allman         | aucun | Octobre 1995 - février 2002   | Semi-hebdomadaire |

### International
- Shonen Jump (en) (Viz Media, 2002-2012)
- Weekly Shonen Jump (en) (Viz Media, 2012-2018)
- Banzai! (en) (Carlsen Verlag 2001-2005)
- Formosa Youth

## Labels
Lorsque les chapitres d'une série de manga initialement prépubliée dans un magazine Jump sont rassemblés et publiés sous forme de tankōbon, ils reçoivent différents labels selon leur magazine d'origine ou le type de tankōbon.

### Jump Comics
Jump Comics (ジャンプコミックス, Janpu Komikkusu), abrégé JC, est le label le plus couramment utilisé pour les éditions tankōbon des séries de manga prépubliées dans Weekly Shōnen Jump et d'autres magazines Jump. La ligne Jump Comics est publiée en anglais par Viz Media sous les noms Shonen Jump et Shonen Jump Advanced. Ce dernier est créé pour la distribution de séries de manga considérées comme plus matures en raison de leur contenu ou de leurs thèmes comme Eyeshield 21, Ichigo 100%, Pretty Face, I"s, Hunter × Hunter, Bobobo-bo Bo-bobo et Death Note.
Jump Comics+ est le label tankōbon pour les séries de manga initialement publiées uniquement en numérique sur l'application et le site web Shōnen Jump+. Jump Comics Deluxe (ジャンプコミックスデラックス, Janpu Komikkusu Derakkusu) est un label aizōban anciennement géré par Weekly Shōnen Jump. Le magazine de seinen Super Jump a repris la ligne et publie ses mangas sous son propre label. Ces volumes de manga utilisent un papier de qualité et arborent de nouvelles illustrations de couverture.
Jump Comics Digital est un label supplémentaire ajouté aux mangas de n'importe quel magazine Jump lorsqu'ils sont publiés numériquement. Jump Comics SQ. est le label pour les séries de manga initialement publiées dans le magazine Jump Square. V Jump Comics (Vジャンプコミックス) était le label pour les mangas initialement prépubliés dans le magazine V Jump, mais ils utilisent désormais le label Jump Comics à la place. Young Jump Comics (ヤングジャンプ・コミックス) est le label pour les séries initialement publiées dans les magazines de seinen Weekly Young Jump, Business Jump et Ultra Jump.

### Jump J-Books
Jump J-Books (ジャンプ ジェイ ブックス, Janpu Jei Bukkusu), communément appelé J-Books, est une gamme de light novels et de guides gérée par le Weekly Shōnen Jump. J-Books existe depuis les années 80, presque depuis l'apparition du manga Dr Slump, la ligne est toujours active et a vu de nombreuses séries adaptées en romans.

### Shueisha Comic Bunko
Shueisha Comic Bunko (集英社文庫コミック, Shūeisha Bunko Komikku) est un label bunko géré par le Weekly Shōnen Jump. Ces éditions ont des illustrations de couverture différentes et un papier de moindre qualité.

### Shueisha Jump Remix
Shueisha Jump Remix (集英社ジャンプリミックス, Shūeisha Janpu Rimikkusu), abrégé SJR, est une gamme de numéros au format « phone book » (grand et carré) des premières séries Jump Comics. Ils incluent souvent des caractéristiques spéciales comme des illustrations originales et des infos. Shueisha Jump Remix est une branche de Shueisha Remix ; d'autres types existent comme Shueisha Girl's Remix et Shueisha Home Remix.

## Lieux et salons liés à Jump

### Jump Festa
Jump Festa (ジャンプフェスタ, Janpu Fesuta) est un salon du manga et de l'anime organisé chaque année par Shūeisha. Il se concentre sur tous les magazines Jump liés au shōnen de l'éditeur : Weekly Shōnen Jump, V Jump, Jump SQ., Saikyō Jump et Shōnen Jump+. De plus, la société de jeux vidéo Square Enix promeut ses jeux à Jump Festa, en raison de ses liens étroits avec le magazine V Jump.

## Jeux vidéo
La franchise média Jump comprend les jeux vidéo suivants, publiés par Bandai et Bandai Namco Entertainment :
- Famicom Jump: Hero Retsuden (en) (1988)
- Famicom Jump II: Saikyō no Shichinin (en) (1991)
- Battle Stadium D.O.N (2006)
- Jump Super Stars (2005)
- Jump Ultimate Stars (2006)
- J-Stars Victory Vs (2014)
- Famicom Mini : 50th Anniversary Shōnen Jump Edition (2018)[13]
- Jump Force (2019)